# Drapeau de Minneapolis

Drapeau de Minneapolis.

Le drapeau de Minneapolis est le drapeau officiel de la ville américaine de Minneapolis (Minnesota, États-Unis).
Ce drapeau symbolise les intérêts et les activités de la ville. Il fut dessiné en 1955 par Louise Sundin à la suite d'un concours lancé par la municipalité. Désignée vainqueur, Louise Sundin reçut en récompense 250$ en treasury notes (emprunts d'État émis par les États-Unis). Le conseil municipal de la ville adopta officiellement ce drapeau le 27 mai 1955.

## Description
La résolution qui accompagna l'officialisation du drapeau donna cette description :
| - En anglais : A royal blue pennant on a white field or background with a white circle on a blue pennant divided by four parts; each of the four parts of the circle containing a blue symbol, i.e., a building symbolizing education and the arts; a cogged wheel and square symbolizing labor and industry; a pilot wheel symbolizing our lakes and rivers and all activities identified with them; a microscope symbolizing research, skilled craftsmanship and progress - all of these symbols combined point out the beauty, harmony and brilliant future of our City. - En français (traduit) : Un fanion bleu roi sur un champ ou un fond blanc avec un cercle blanc sur un fanion bleu divisé en quatre parties; chacune des quatre parties du cercle contenant un symbole bleu, i.e., un bâtiment symbolisant l'éducation et les arts ; une roue crantée et une équerre symbolisant le travail et l'industrie ; une barre à roue symbolisant nos lacs, nos rivières et toutes les activités qui s'y identifient ; un microscope symbolisant la recherche, les arts habiles et le progrès - tous ces symboles combinés définissent la beauté, l'harmonie et l'avenir brillant de notre ville. |

## Anecdotes
- Depuis des décennies, le drapeau était fixé à l'envers dans la chambre du conseil municipal de la ville. Ce problème a été rectifié depuis quelques années.